# شینیچی هیموری
شینیچی هیموری (انگلیسی: Shinichi Himori؛ ۱۰ ژانویه ۱۹۰۷ – ۱۲ سپتامبر ۱۹۵۹) بازیگر اهل ژاپن بود.
از فیلم‌ها یا برنامه‌های تلویزیونی که وی در آن نقش داشته‌است می‌توان به زیستن، روزهای جوانی، و رسوایی اشاره کرد.